# Messier 50
Messier 50 (również M50 lub NGC 2323) – gromada otwarta w gwiazdozbiorze Jednorożca. Prawdopodobnie znana Cassiniemu przed 1711 (według relacji jego syna Jacques’a z 1740 roku). 5 kwietnia 1772 niezależnie odkryta przez Messiera.
M50 znajduje się w odległości około 3,1 tys. lat świetlnych od Ziemi. Wymiary gromady wynoszą ok. 14 × 19 lat świetlnych (centralna, najgęstsza część ma średnicę ok. 9-10 lat świetlnych). Wiek szacuje się na około 78 milionów lat.
Gromada zawiera ok. 200 gwiazd. Najjaśniejsza z nich ma jasność obserwowaną 9,0m i należy do typu widmowego B8. 7' na południe od centrum gromady znajduje się czerwony olbrzym wyróżniający się na tle białych gwiazd gromady. M50 zawiera także kilka podolbrzymów.